# Гуммель, Карл (пейзажист)
Карл Мария Николаус Гуммель (нем. Carl Maria Nicolaus Hummel; 31 августа 1821, Веймар, Германский союз — 16 июня 1907, Веймар) — немецкий художник-пейзажист.

## Биография

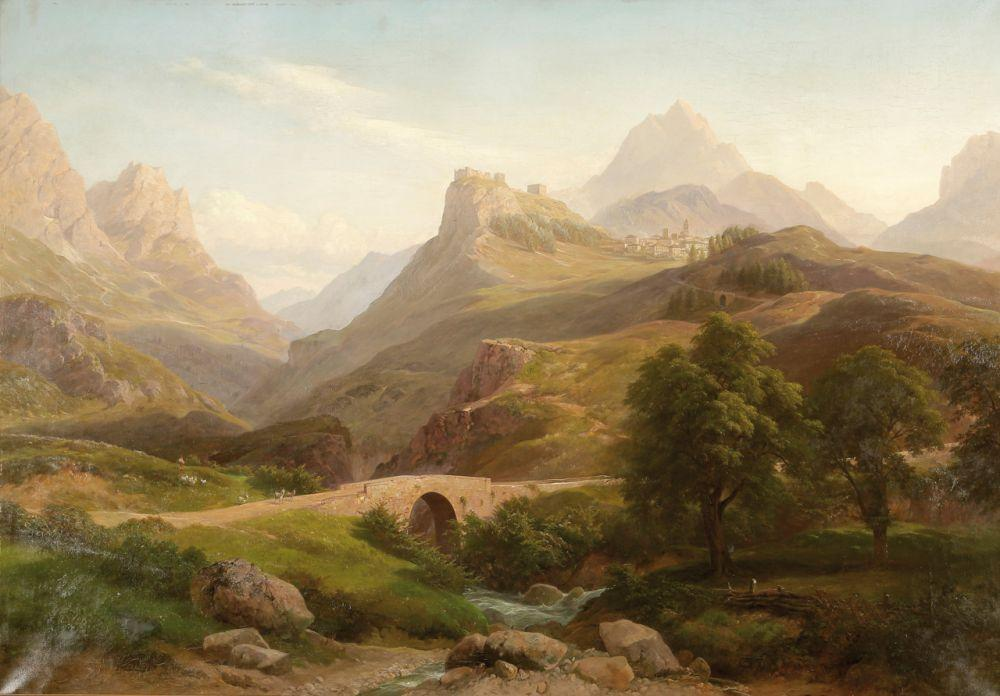
Вид на Пьеве-ди-Кадоре.

Карл Гуммель родился в 1821 году в Веймаре в семье композитора Иоганна Непомука Гуммеля и его жены, певицы-сопрано Элизабет Рёкель. Учился в Герцогской рисовальной школе в Веймаре у пейзажиста Фридриха Преллера (старшего). Неоднократно путешествовал весте с Преллером, посетил Великобританию, Норвегию, остров Рюген, Тироль. Закончив обучение в 1841 году, Гуммель уже в следующем 1842 отправился в Италию, и оставался там до 1846 года, посетил многие места, в том числе Сицилию, после чего вернулся в Веймар и стал профессором Герцогской рисовальной школы, которую до этого сам окончил.
Его масляные или акварельные пейзажи, чаще всего изображающие итальянские и тирольские Альпы, характеризуются романтическим чувством природы и поэтическим замыслом. Работы Гуммеля хранятся в музеях Веймара, Берлина, Лейпцига, Штутгарта, Музее романтической жизни в Париже и др.

## Галерея

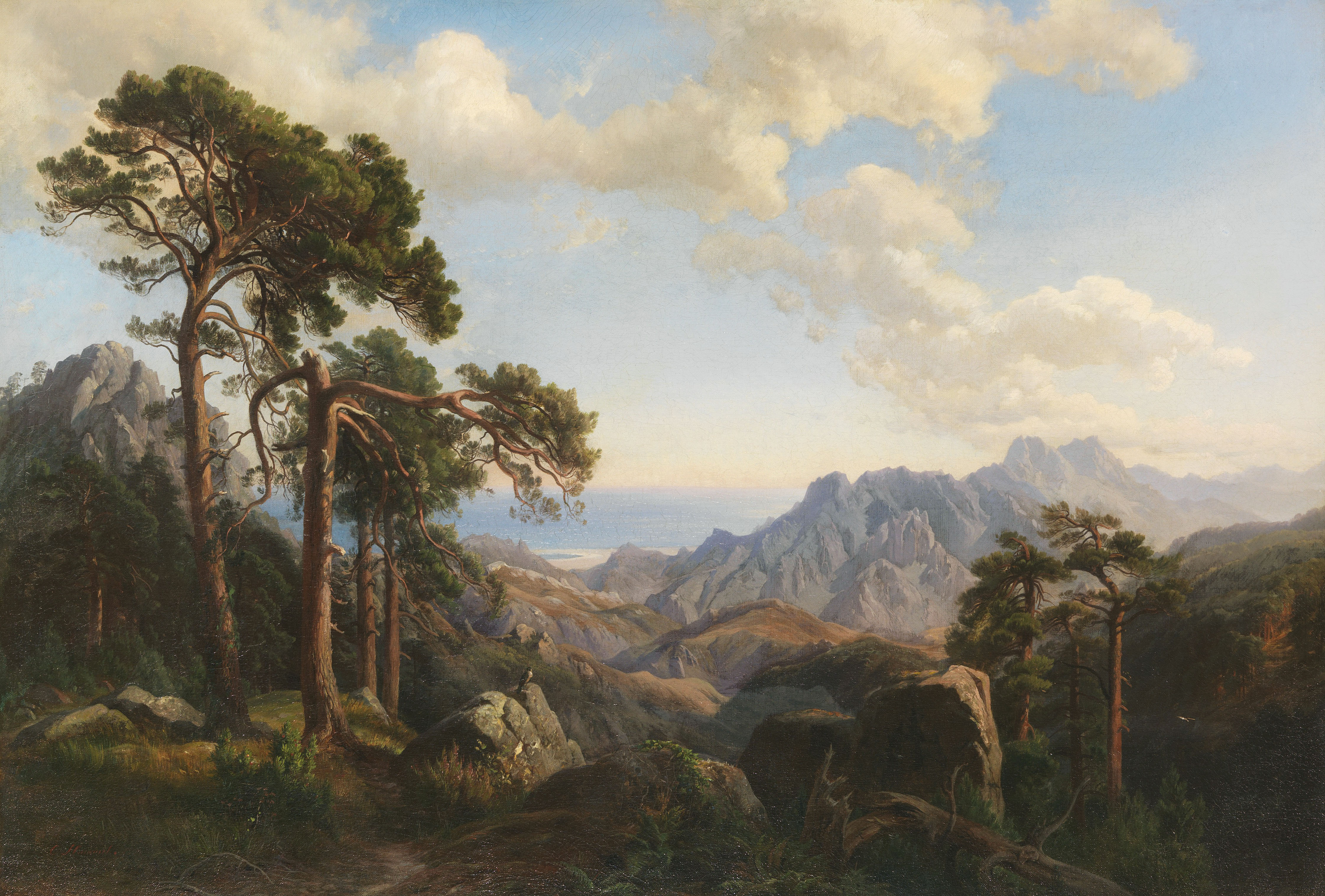
Вид на перевал Сорба
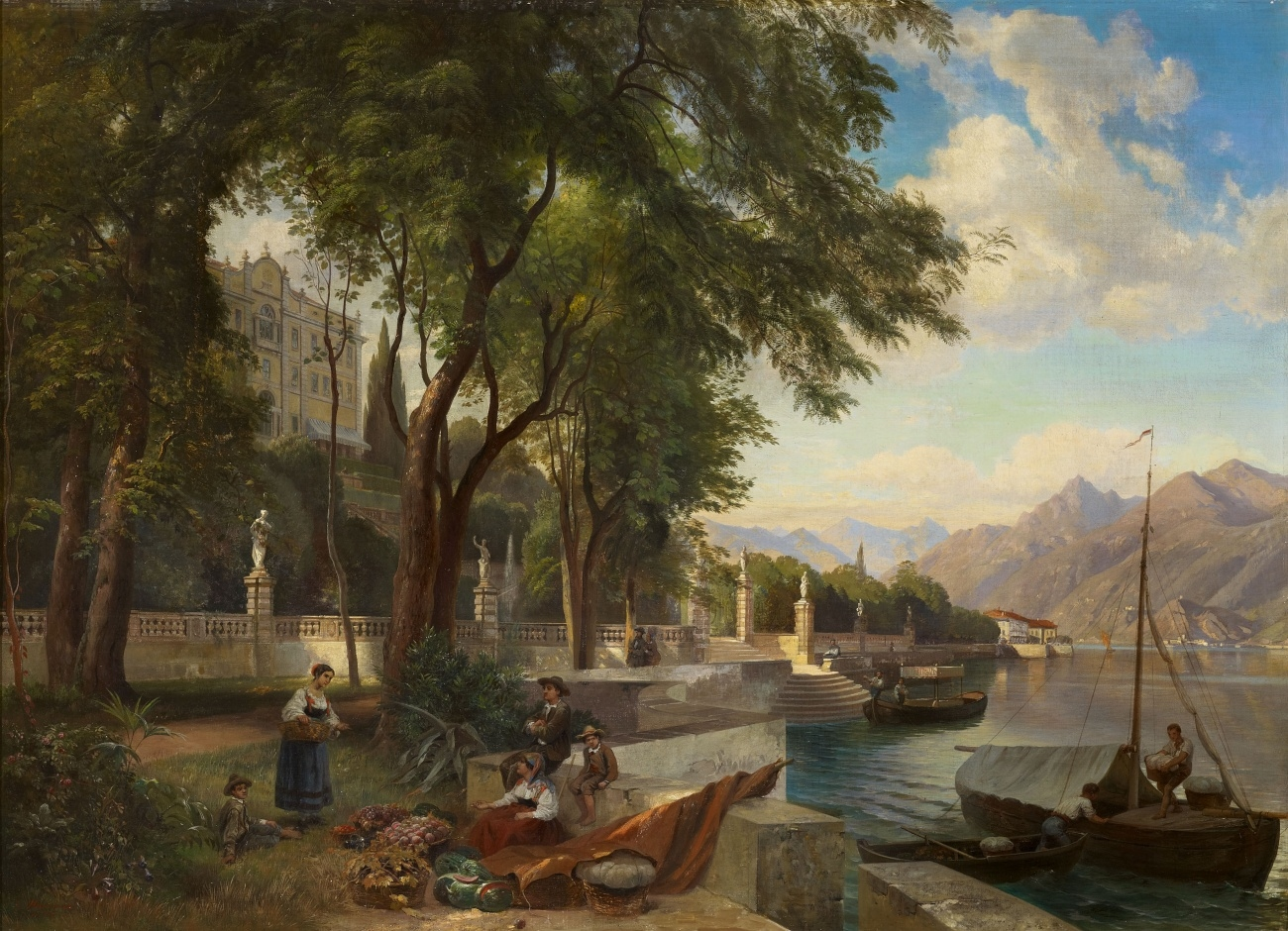
Берег озера Комо
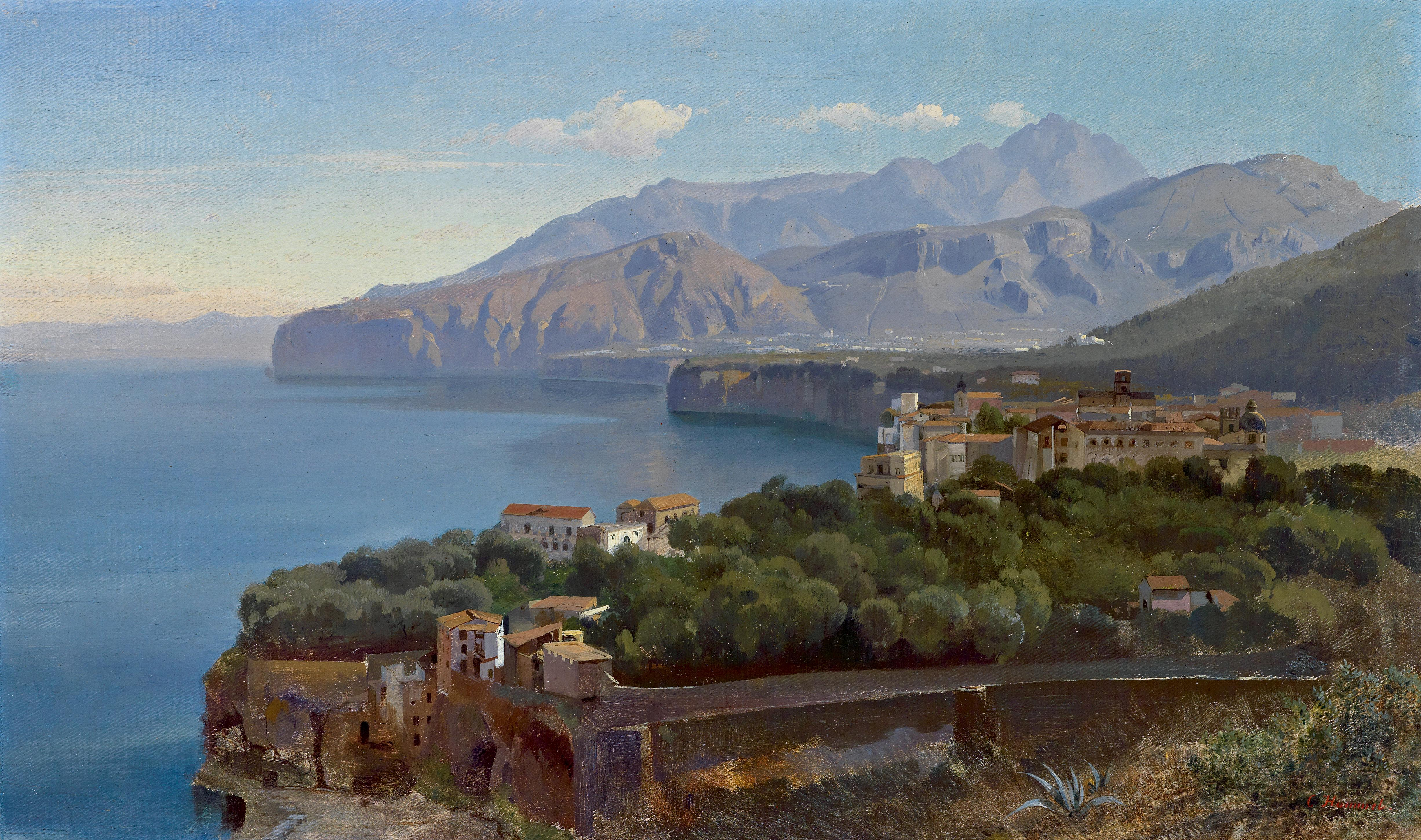
Полуостров Сорренто
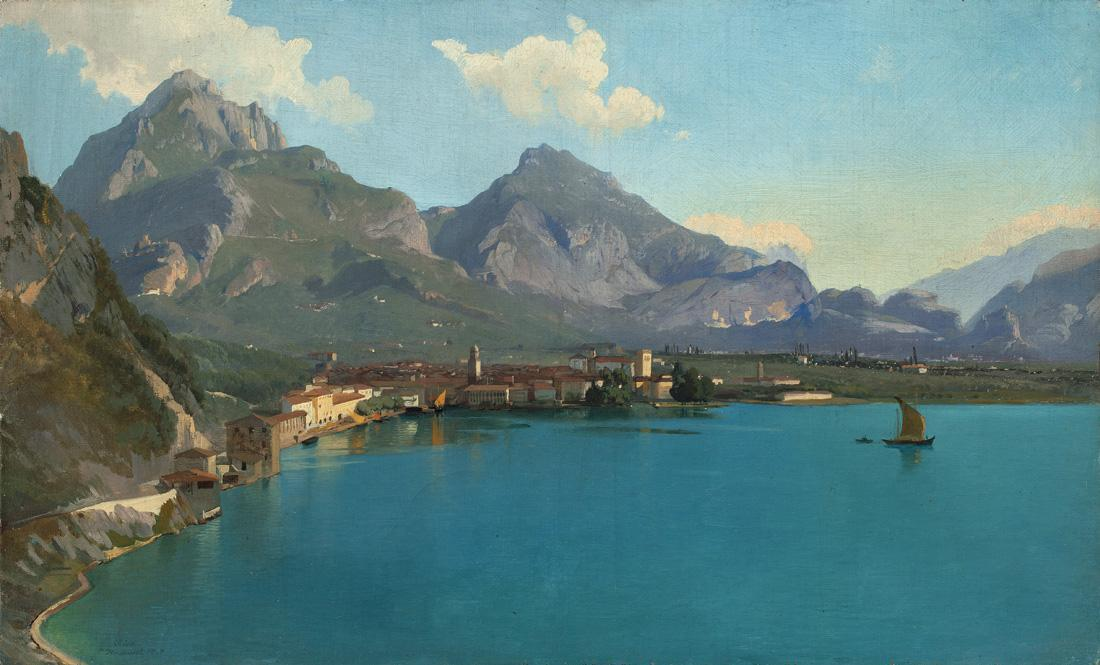
Вид на городок Рива на озере Гарда
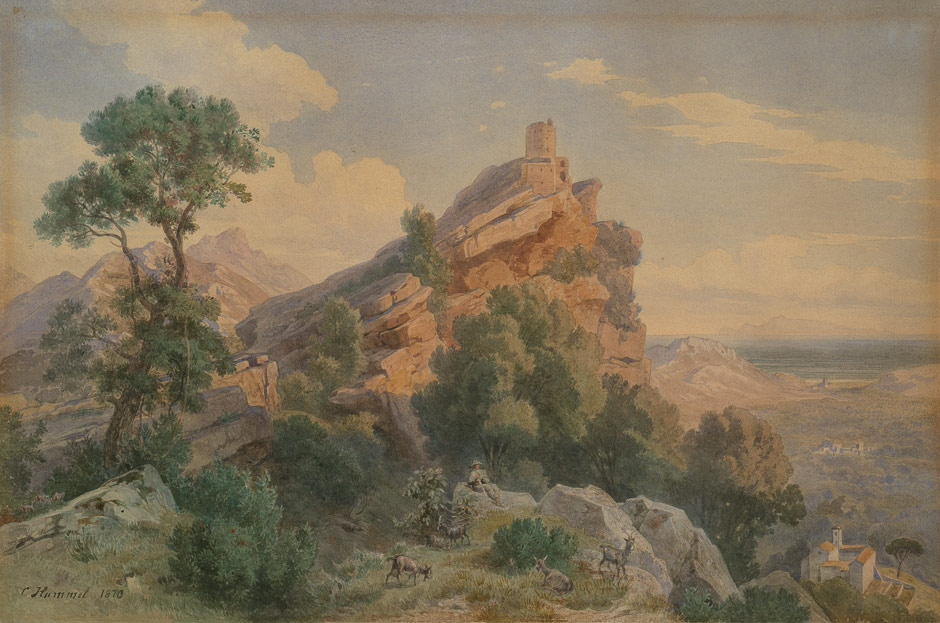
Башня Сенеки на Корсике
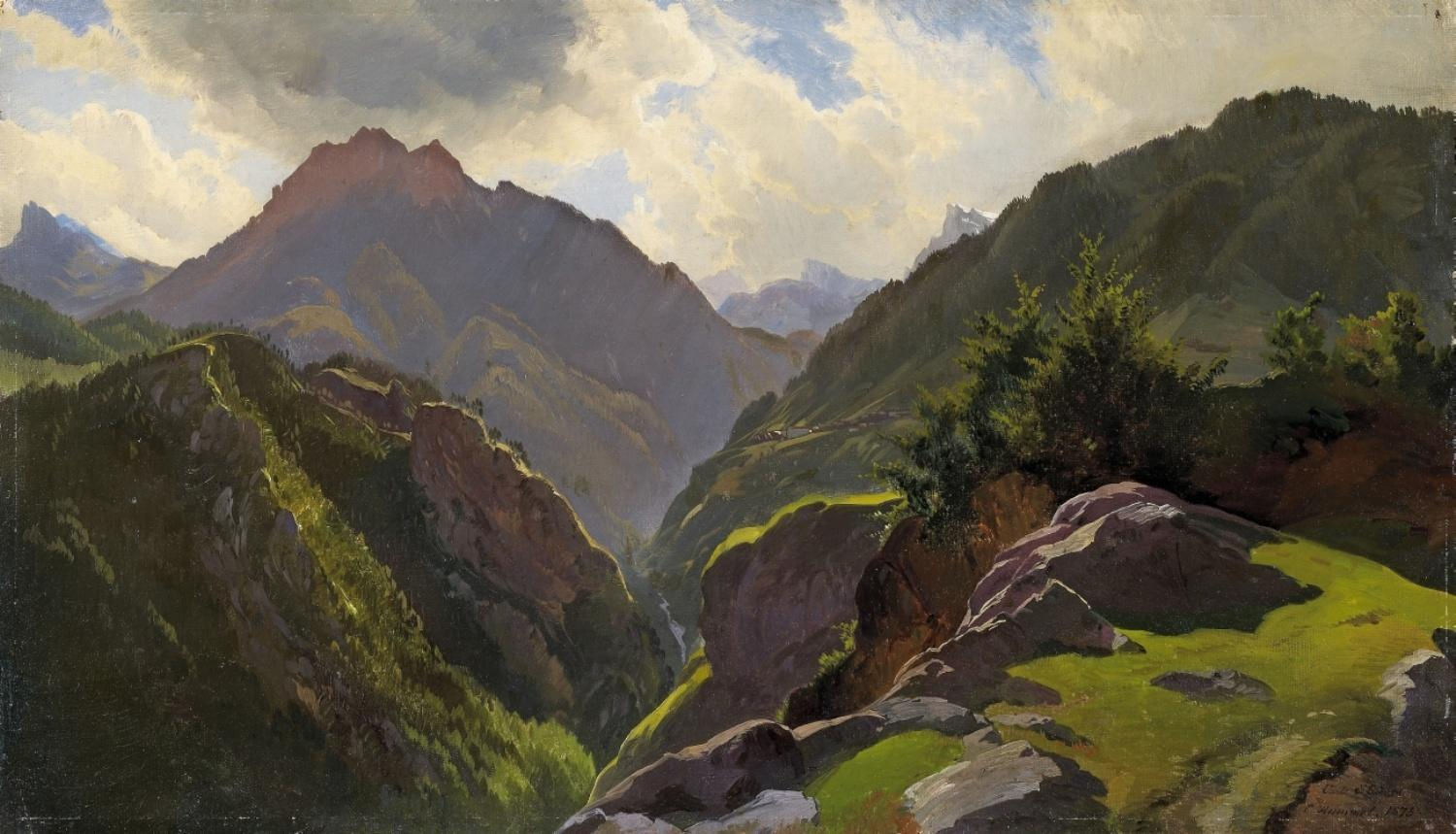
Горы поблизости от Валле-ди-Кадоре
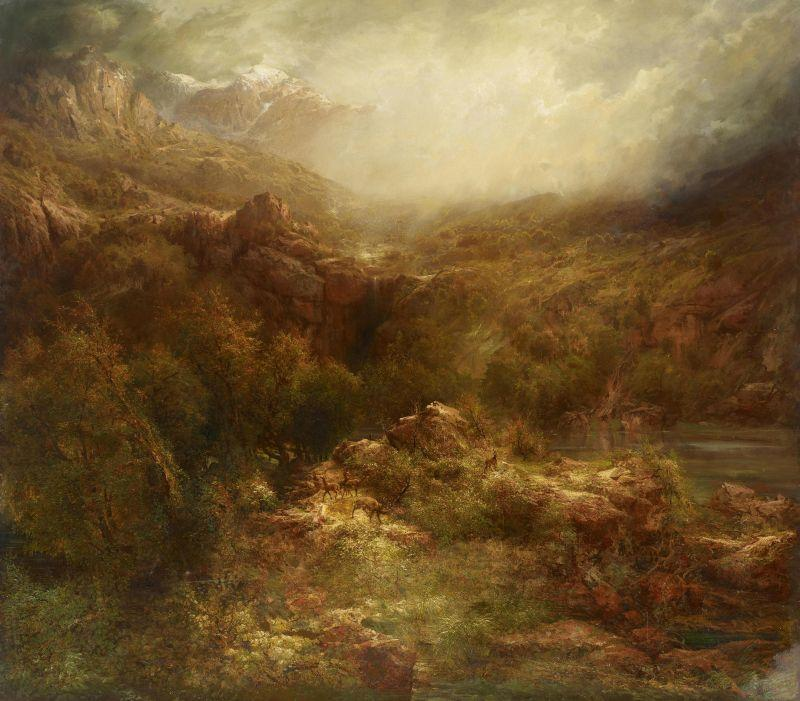
Горный ручей
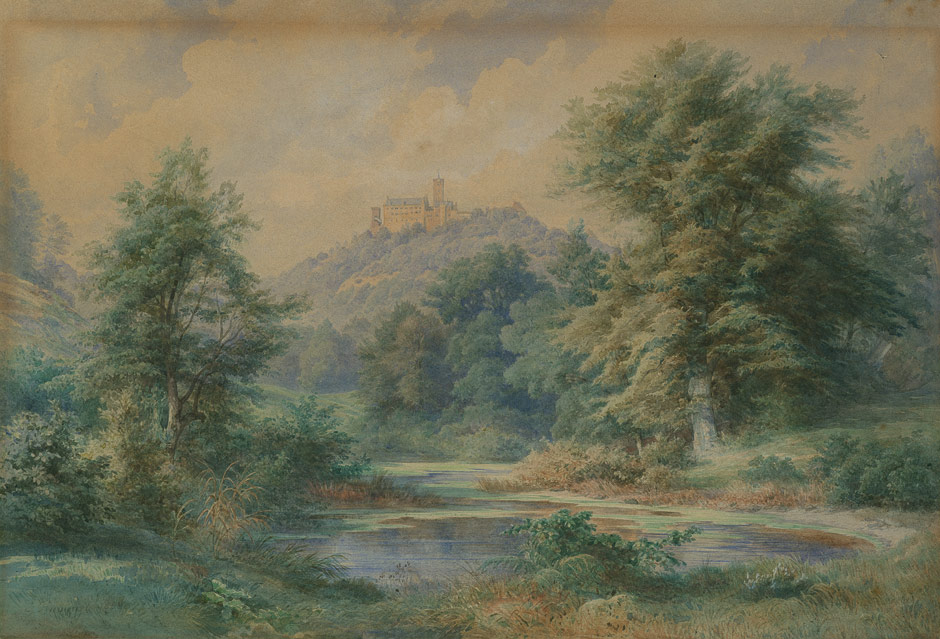
Замок Вартбург